# Boots Randolph

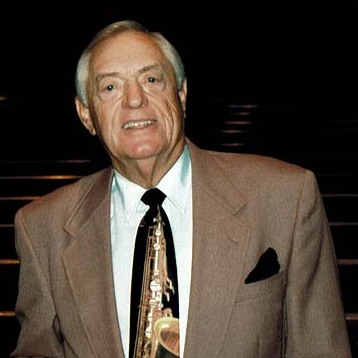
Boots Randolph, 1997

Boots Randolph, właśc. Homer Louis Randolph III (ur. 3 czerwca 1927 w Paducah w stanie Kentucky, zm. 3 lipca 2007 w Nashville w stanie Tennessee) – amerykański saksofonista, znany przede wszystkim jako kompozytor przeboju Top 40 z 1963 r., Yakety Sax, wykorzystywanego przez dwie dekady jako czołówka muzyczna w brytyjskim serialu komediowym "The Benny Hill Show". Współpracował jako muzyk sesyjny z takimi gwiazdami muzyki rozrywkowej jak Roy Orbison, czy Elvis Presley. Na przestrzeni lat 60. i 70. wylansował 13 utworów, które trafiły na popowe listy przebojów, w tym Hey, Mr. Sax Man z 1964 r., czy Temptation z 1967 r. Był właścicielem nocnego klubu w Nashville. Zmarł 3 lipca 2007 r., w wyniku odłączenia od respiratora. Artysta znajdował się w stanie śpiączki, w którą zapadł po udarze mózgu, do którego doszło miesiąc wcześniej.